# Agrilus chlorophyllus
Agrilus chlorophyllus (лат.) — вид узкотелых жуков-златок.

## Распространение
Израиль, Иран, Турция, Средняя Азия (Кыргызстан, Таджикистан, Туркменистан, Узбекистан).

## Описание
Длина узкого тела взрослых насекомых (имаго) 3,6—5,7 мм. Отличаются заострёнными антенномерами с 5 по 11 сегменты. Близок к виду Agrilus roscidus. Переднегрудь с воротничком. Боковой край переднеспинки цельный, гладкий. Глаза крупные, почти соприкасаются с переднеспинкой. Личинки развиваются на различных лиственных деревьях: фисташка (Pistacia). Встречаются с апреля по июль на разных высотах. Валидный статус был подтверждён в ходе ревизии, проведённой в 2011 году канадскими колеоптерологами Эдвардом Йендеком (Eduard Jendek) и Василием Гребенниковым (Оттава, Канада).